# Pepee
Pépee — турецкий 3D-анимационный телесериал, созданный «Düşyeri» для Show TV. Сериал создала Айше Шуле Билгич. Первый эпизод вышел в эфир в качестве превью 6 июня 2008 года.

## Персонажи
- Пипи : главный герой сериала. Это молодой мальчик, полный любопытства, который любит играть в игры и открывать для себя новые вещи. Он очень акробатичен и движется с большой скоростью. Его всегда изображают в синей одежде и шляпе. Его лучшие друзья — Сила, Зулу и Шушу.
- Шушу (произносится Шу-шу): говорит на протяжении всего шоу и часто напрямую общается с персонажами. У Пепе с ней хорошие отношения, и он всегда рад её видеть (слышать). Она напоминает бразильскую ведущую детских программ на португальском и испанском языках Сюкса (произносится как «Шуша» или «Шу-ша»).
- Биби : сестра Пепи.

## Проблемы с законом
В 2013 году Zinkia, компания, которая лицензирует испанского мультипликационного персонажа Покойо, подала иск против Дюсьери за нарушение авторских прав их персонажа, заявив, среди прочего, что даже имя испанское.

## Обзор серии
|  | 1 | 26 | 6 июня 2008 г.     | 28 ноября 2008 г.  |
|  | 2 | 26 | 17 апреля 2009 г.  | 9 октября 2009 г.  |
|  | 3 | 26 | 26 февраля 2010 г. | 20 августа 2010 г. |

## Международный релиз
| Страна/регион | Канал                                                              | Премьера сериала | Название в стране |
| ------------- | ------------------------------------------------------------------ | ---------------- | ----------------- |
| Азербайджан   | АРБ Гюнеш                                                          |                  | Пипе              |
| Турция        | ТРТ Чокук (2008—2013) Шоу ТВ (2014—2015) Планета Чокук (2015—2017) | 6 июня 2008 г.   | Пипе              |
| Иран          | ИРИБ Пуя                                                           |                  | پپه               |